# حوف القرنية (تشريح)
حوف القرنية (بالإنجليزية: Corneal limbus)‏ هو الحد بين القرنية والصلبة. وهو أكثر الأجزاء التي تصاب بورم ظهارة القرنية.